# Claude Rains (Hősök)
Claude Rains egy kitalált szereplő a Hősök című sorozatban, akit Christopher Eccleston alakít. Claude először a 12. részben látható.
|  | Alább a cselekmény részletei következnek! |

Peter fedezi fel, hogy Claude láthatatlanul járkál az utcán, és sorra rabolja ki az embereket. Peter követni kezdi, de amikor Claude észreveszi, nem örül a hirtelen jött „konkurenciának” és le akarja rázni őt. Peter ráeszmél, hogy Claude talán segíthet neki. Közelebb kerülvén egymáshoz Claude elkezdi tanítani Petert, hogyan tudja összpontosítani erejét, hogyan tudja elérni, hogy ne hatalmasodjon el rajta.